# Пауль Отто
Пауль Отто (нім. Paul Otto; 12 липня 1881 — 14 січня 1961) — німецький офіцер, генерал піхоти вермахту. Кавалер Німецького хреста в сріблі.

## Біографія
В 1901 році вступив у Прусську армію. У 1906—1912 роках служив у Німецькій Південно-Західній Африці, учасник придушення повстання герреро і нама, після чого навчався у Військовій академії. Учасник Першої світової війни, служив на штабних посадах. Після демобілізації армії залишений в рейхсвері. З 12 жовтня 1937 по 1 вересня 1939 і з 9 вересня по 1 листопада 1939 року — командир 13-ї моторизованої дивізії. Учасник Польської кампанії, 6 жовтня 1939 року прийняв капітуляцію військ генерала Францішека Клееберга. В листопаді 1939 року очолив німецьку військову місію в Словаччині. З 1 травня 1942 року — командувач 9-го військового округу. 30 квітня 1943 року відправлений у резерв фюрера, 31 жовтня звільнений у відставку. 16 липня 1945 року заарештований радянськими окупаційними військами і депортований в СРСР. Восени 1949 року звільнений.

## Звання
- Фанен-юнкер (1901)
- Лейтенант (18 серпня 1902)
- Оберлейтенант (18 серпня 1912)
- Гауптман (28 листопада 1914)
- Майор (осінь 1924)
- Оберстлейтенант (1 квітня 1929)
- Оберст (1 березня 1932)
- Генерал-майор (1 жовтня 1934)
- Генерал-лейтенант (1 січня 1937)
- Генерал піхоти запасу (1 вересня 1940)
- Генерал піхоти (1 грудня 1940)

## Нагороди
- Орден Корони (Пруссія) 4-го класу з мечами
- Залізний хрест 2-го і 1-го класу
- Рятувальна медаль
- Орден Альберта (Саксонія), лицарський хрест 1-го класу з мечами
- Орден Фрідріха (Вюртемберг), лицарський хрест 1-го класу з мечами
- Ганзейський Хрест (Гамбург)
- Хрест «За військові заслуги» (Мекленбург-Шверін) 2-го і 1-го класу
- Хрест «За військові заслуги» (Австро-Угорщина) 3-го класу з військовою відзнакою
- Королівський орден дому Гогенцоллернів, лицарський хрест з мечами
- Хрест «За вислугу років» (Пруссія)
- Почесний хрест ветерана війни з мечами
- Медаль «За вислугу років у Вермахті» 4-го, 3-го, 2-го і 1-го класу (25 років)
- Хрест Воєнних заслуг 2-го і 1-го класу з мечами
- Німецький хрест в сріблі (30 червня 1943)